# Jan I. Sverkersson
Jan I. Sverkersson (1201–1222) byl švédským králem v letech 1216–1222. Byl synem krále Sverkera II. a královny Ingegerd Birgersdotter.
Janův otec přišel o trůn v roce 1208 po bitvě u Leny, kdy ho porazil Erik Knutsson, který se tak stal králem jako Erik X. Sverker II. v roce 1210 znovu svedl se Erikem bitvu (u Gestilrenu), kde byl podruhé poražen a zabit.
Erik X. zemřel v roce 1216 a jeho syn se narodil až jako pohrobek. Místo nemluvněte byl tedy králem zvolen patnáctiletý Jan. Stalo se tak proti vůli papeže, který preferoval jako krále Erika. V roce 1219 byl Jan korunován. Jan I. Sverkersson zemřel v jednadvaceti letech v roce 1222. Neoženil se a neměl potomky. Byl posledním králem z rodu Sverkerova. Jeho nástupcem se stal Erik XI., syn Erika X.